# Manuel Antonio Avendaño Castañeda
Manuel Antonio Avendaño Castañeda (Sogamoso, Boyacá, Colombia, 25 de agosto de 1934-Bogotá, Colombia, 1 de abril de 2009) fue el sexto de los ocho hijos de Guillermina Castañeda Puentes y Pedro Avendaño Camargo.
Cursó estudios primarios en el Instituto Colombiano para niños ciegos en la ciudad de Bogotá y se graduó como bachiller en el colegio San Bartolomé de la Merced. Fue un músico formado en el Conservatorio de Música de la Universidad Nacional de Colombia en el año 1962 y licenciado en Pedagogía Musical de la Universidad Pedagógica Nacional de Colombia en 1994.
Autor de más de 40 arreglos corales para voces y autor musical del Himno del Departamento del Cesar, compositor y arreglista dotado de una exquisita sensibilidad, inspirado por la emotiva belleza de aquel texto, creó la línea melódica que le dio vida como himno, basándose para ello en los aires tradicionales del vallenato, retenidos en su mente desde su niñez, cuando aprendiera a amar y a degustar el rico folclor cesarense, en pocos años de haber conquistado el ámbito de lo público, el Himno del Cesar se perfila como uno de los más bellos de la Costa Norte Colombiana.
Contrajo matrimonio en Bogotá con María Teresa Ayala el 6 de septiembre de 1958 con quien tuvo cuatro hijos y se separaron en 1982; su segunda unión fue con Lucella Quintero Correa con quien tuvo su quinto hijo.
Ciego desde la niñez, supo sortear esta discapacidad física con un envidiable espíritu de superación digno de imitar. El Día del estreno del himno del Cesar, expresó en su breve discurso de agradecimiento escrito en sistema braile, lo siguiente: "amo a esta tierra que aprendí a amar desde los días de mi niñez, entre otras cosas por su bella música que ha conquistado los escenarios del mundo entero. Y me identifico con ese gran juglar y bardo de la costa norte colombiana que es Leandro Díaz Duarte, quien expresó en la canción "Dios no me deja", lo siguiente: "(DIOS) la vista me negó para que yo no mirara, y en recompensa me dio los ojos bellos del alma". Una salva de aplausos apagó la voz del maestro al concluir esta bella y conocida estrofa de Leandro.
Fue fundador y director de la Coral de Invidentes "José Tomás Posada" desde el año de 1981 hasta el año 2001 con quienes grabaron sus arreglos corales para voces y los de otros autores.